# Бондаренко Василь Юхимович
Бондаре́нко Васи́ль Юхи́мович  (нар. 23 квітня 1922, М'якеньківка — 20 лютого 2001, Київ) — радянський військовий льотчик, Герой Радянського Союзу (1945), в роки німецько-радянської війни командир ланки 16-го гвардійського винищувального авіаційного полку 9-ї гвардійської винищувальної авіаційної дивізії 6-го гвардійського винищувального авіаційного корпусу 2-ї повітряної армії 1-го Українського фронту, гвардії старший лейтенант.

## Біографія
Народився 23 квітня 1922 року в селі М'якеньківка Решетилівского району Полтавської області в селянській родині. Українець. Після смерті батька виховувався в Київському дитячому будинку, де закінчив 10 класів середньої школи.
У 1939 році призваний до лав Червоної Армії. У 1941 році закінчив Качинську військову авіаційну школу льотчиків. Після її закінчення сержант В. Ю. Бондаренко прибув для проходження подальшої служби в 69-й винищувальний авіаційний полк. З перших же днів німецько-радянської війни на фронті.
До кінця війни В. Ю. Бондаренко зробив близько 400 успішних бойових вильотів, у 88 повітряних боях особисто збив 29 літаків противника і 6 у групі з товаришами. За цей час — 6 разів був поранений, двічі горів у повітрі.
Указом Президії Верховної Ради СРСР від 27 червня 1945 року за мужність і військову доблесть, проявлені в боях з німецько-фашистськими загарбниками гвардії старшому лейтенанту Василю Юхимовичу Бондаренко присвоєно звання Героя Радянського Союзу з врученням ордена Леніна і медалі «Золота Зірка» (№ 6596).
Після війни продовжив службу у ВПС. З 1953 року гвардії підполковник В. Ю. Бондаренко — у запасі. У 1965 році закінчив Київський інститут народного господарства. Автор книги «Ні невідомих солдатів». Жив у Києві. Помер 20 лютого 2001 року. Похований в Києві на Міському кладовищі «Берківці».

Могила В. Ю. Бондаренка

## Нагороди
Нагороджений орденом Леніна, трьома орденами Червоного Прапора, двома орденами Вітчизняної війни 1-го ступеня, орденом Червоної Зірки, медалями.